# ラルフ・デーリング
ラルフ・デーリング（Ralf Döring, 1941年11月19日 - ）は、ドイツ・ザクセン州ライプツィヒ出身のバス・バリトン歌手。ウィーン国立音楽大学の声楽科教授。

## 経歴
ライプツィヒ音楽演劇大学卒業後、1966年、ワーグナーの『ローエングリン』の軍令士の役でデッサウ国立劇場デビューする。その後、東西ヨーロッパ諸国、アメリカ合衆国、オーストラリア、アフリカ諸国、アジア諸国の32カ国にてオペラ歌手、またコンサート・リート歌手として活躍する。歌手としての芸術活動と並行して1981年より教鞭をとり始める。バンベルグ大学、その後マンハイム音楽大学と教鞭をとり、1987年にウィーン国立音楽大学の声楽科教授に就任し、優れたプロフェッショナルな歌手を多数育てる。2010年10月正式退職した後も同校にて学生の指導を続けている  。
インターナショナル・マスタークラスは、ウィーナー・ムジーク・セミナー (Wiener Musikseminar) を1990年から毎年今日まで続けており、世界19諸国でも行っている。
デーリングはエリザベート王妃国際コンクール（ベルギー）声楽部門を始め、アントニン・ドヴォルザーク国際声楽コンクール（スロバキア）、ルチア・ポップ国際声楽コンクール（チェコ）、オーストリアや日本の数々の声楽コンクールの審査員としても活躍している。
優れた芸術活動が認められ、2010年4月29日には "Große Silberne Ehrenzeichen für Verdienste um die Republik Österreich"（オーストリアにおける芸術家に与えられる最高の名誉大銀勲章）が、ハインツ・フィッシャー・オーストリア連邦大統領より授与された。
デーリングは1991年「ハイネ/シューマンの歌曲の夕べ」（サントリーホール）で初来日した。コンサート・リート歌手として、またオペラ歌手として毎年のように日本から招聘を受け、東京文化会館や東京オペラシティ・リサイタルホール、昭和女子大学人見記念講堂、津田ホール、東京芸術劇場、愛知県芸術劇場、むらさきホール、響ホールなど、日本各地でコンサート出演してきた。マスタークラスも徳島文理大学、愛知県立芸術大学、長崎活水女子大学など、東京、大阪、名古屋、福岡を中心に日本各地で行なっている。徳島文理大学における国際夏期講習会（徳島文理大・ウィーン国立音大共同主催）での国際コンクールやソレイユコンクール（声楽部門）、ASIA国際音楽コンクール（声楽部門）などで、審査員を務めている。